# Elma Chips
A Elma Chips é uma empresa brasileira do ramo de alimentação, cuja principal unidade fabril é localizada na cidade de Curitiba, capital do estado brasileiro do Paraná. A empresa é administrada pela Frito-Lay, subsidiária do ramo de salgados do grupo americano Pepsico que engloba, entre outras marcas, os refrigerantes Pepsi.

## História

### Antecessoras
- Indústria e Comércio American Potato Chips Ltda.: empresa alimentícia localizada no bairro do Ipiranga, na capital paulista, especializada em batatas fritas tipo chips, que era de propriedade de um português.[2][1]
- Padaria e Confeitaria Elma/Elma Produtos Alimentícios: em 1959,[1] os casais de imigrantes alemães Elfriede Wagner com Eugen Wagner e Maria Unger com Viktor Unger, recém chegados ao Brasil e morando em Curitiba, começaram a vender os salgadinhos Pretzel, de porta em porta ou no maior supermercadista da cidade, nesta época, o Mercadorama, para complementar a renda das famílias.[1] O produto era fabricado artesanalmente no forno caseiro dos casais, que eram vizinhos no bairro Bom Retiro.[1] A receita usada era do Brezel (similar ao Bretzel), muito tradicional na região de Schwarzwald, que foi enviada por um familiar que trabalhava em uma fábrica de snacks na Alemanha.[1] O produto, aportuguesado de pretzel, cuja receita era muito simples, levando trigo, água e sal grosso, caiu no gosto dos consumidores.[1] Em 1962, foi inaugurado a Padaria e Confeitaria Elma (ELMA, abreviatura do nome das irmãs Elfriede e Maria[1]) no bairro Xaxim.[1] Com praticamente os mesmos ingredientes do Pretzel, a Confeitaria Elma lançou, em 1962, os palitinhos crocantes cobertos com sal grosso batizados de Stiksy.[1] O sucesso do Stiksy ampliou a fabricação do produto em 40 toneladas/ano e vendidos para todo o estado do Paraná, além dos estados de Santa Catarina, São Paulo e Rio de Janeiro. Entre 1964 e 1965, a empresa construiu uma nova unidade fabril, ainda em Curitiba, só que agora no bairro Boqueirão.[1] Com altos e baixos na economia brasileira e, consequentemente, nas finanças da empresa, no início da década de 1970 a ELMA já produzida 200 toneladas/ano e vendia para todo os estados do Sul do Brasil, além do eixo Rio-São Paulo (já com a denominação Elma Produtos Alimentícios[3]). Nesta época foi lançado um novo produto, o salgadinho empacotado Pingo D’Ouro.[1]

### Fusão
Em 1973, a PepsiCo contratou um especialista em planejamento estratégico a fim de elaborar um plano de investimento de 10 anos no Brasil, incluindo sondar empresas do ramo de snacks para futuras aquisições. A intenção da PepsiCo era investir e ao mesmo tempo, ser líder de mercado. As empresas escolhidas foram a American Potato Chips e a Elma Produtos Alimentícios.
Em 1974, a PepsiCo adquiriu e uniu as duas empresas, nascendo a Elma Chips, com uma linha variada de produtos para diferentes tipos de consumidores. A marca se tornou conhecida com seu slogan: “É impossível comer um só”.
A empresa lançou o Baconzitos, um de seus sucessos, em 1974, acompanhado do Stiksy (que já era produzido artesanalmente desde 1962). Em 1976, introduziu no Brasil o salgadinho Cheetos na versão original, depois vieram o Fandangos original de milho (1980), o salgado Cebolitos (1978), a batata Ruffles em 1986 e o Doritos. Em 1982 foram lançados os sabores Queijo e Presunto do salgadinho Fandangos. Em 2004, introduziu a linha Sensações, uma batata mais fina e condimentada.

## Linha de produtos
- Baconzitos (1974); Sabor de bacon feito de trigo.
- Stiksy (1962 da ELMA, empresa precursora);[1] Salgadinho de palitinho de bretzel crocante coberto de sal grosso, feito de trigo.
- Cheetos; Bola, Tubo e Tradicional (1977). Depois de 1986, permanece somente no formato original, retornando o Bola, Tubo e novidades: Estrela, Meia-Lua e Ondas, no sabor requeijão, em 1998.  Em 2023 foi lançado o sabor cheddar, em formato de patas, em homenagem ao personagem Chester Cheetah e o formato Tubo foi descontinuado.  No mesmo ano de 2023, a empresa lançou a versão mais aguardada pelo público:  Cheetos Crunchy.  Um verdadeiro sucesso de vendas em vários países.  Atualmente, estão a venda as versões Lua, Onda, Bola, Patas e Chunchy
- Cebolitos: 1978, até início dos anos 1990. Retornou ao mercado em 2000. Salgadinho de cebola em formato de aneis.
- Fandangos (1980); sabores queijo e presunto (feitos de milho) em formato de conchas, além de sabores esporádicos, de edições limitadas.  Os sabores churrasco e bacon foram lançados em 2023 e são vendidos apenas na região nordeste do Brasil. O sabor queijo com o novo formato de mini espiga foi lançado.
- Zambinos (1982); sabor pizza, de formato arredondado, lembrando uma mini-pizza (saiu de linha nos anos 90, retornando em 2004, porém devido a baixas vendas, descontinuado logo em seguida. Retornou mais uma vez em 2021)
- Lay's (1984, retornando em 2013); sabor original, saiu do mercado.  Atualmente a marca batiza batata-palha.  Relançada no mercado brasileiro em 2013 devido a pedidos, distribuídas em pontos de vendas de SP e RJ as batatas Lay's sabores Clássica, Sour Cream, Picanha e Salt & Vinegar, disponíveis nos tamanhos 33 g e 90 g.
- Doritos (1985); Salgadinho em formato de tortilhas com sabores Original, Pizza (saiu do mercado), Queijo Nacho, Dippas, Sweet Chili e Late Night (sabor Cheeseburger), este último em edição limitada. Em 2012, introduziu-se no mercado brasileiro o sabor Cool Ranch, já conhecido nos Estados Unidos. O sabor Sweet Chilli, originalmente uma edição limitada, acabou consolidando-se entre os sabores regulares.  Em 2022 o sabor pizza retornou ao mercado brasileiro.
- Ruffles (1986); Salgadinho de batata com sabores: tradicional, cebola e salsa e churrasco, além de sabores esporádicos, de edições limitadas[4]
- Pingo d'Ouro (década de 1970, da ELMA, empresa precursora[1]); sabores bacon defumado e picanha grelhada, sendo este último lançado em 2002. Já teve sabores de pizza e de frango grelhado[5]
- Sensações (2004); Salgadinho de batata com sabores frango grelhado e peito de peru[6] Logo foi lançado o Sensações Fit; com sabores ervas finas e toque de azeite e sal[7]. A versão do salgadinho de batata ao forno, foi lançado a Sensações ao Forno com sabores original.
- Stax (2006); Salgadinho de batata em um tubo com sabores original, cheddar, creme azedo & cebola (‘sour cream & onion’) e pimenta tailandesa[8]
- Na Mesa (2007); batata palha, sabores tradicional, salsinha e cebola e toque de pimenta
- Opa! (2008); sabores ovinhos de amendoim, sabores: camarão, pizza[9]
- De Montão (2011): um salgado com Ruffles, Doritos e Baconzitos juntos em uma só embalagem. Em outra versão, juntou Ruffles, Fandangos e Cebolitos
- Pipoca Poffets (1995): pipoca salgada pronta, nos sabores natural e queijo. Saiu de linha em 1996, devido à baixa procura
- Pegaditos (1993-1994): salgadinho em formato de pegadas de dinossauro, o salgadinho foi lançado em conjunto de uma promoção conhecida como Gibi Sauros, que consistiam em um gibi publicado pela Editora Globo (saiu de linha depois de pouco tempo)
- Becão e Bicão (1994): um par de salgadinhos em formato de ossinhos, nos sabores queijo e presunto. Foram feitos em parceria com Ayrton Senna, estampando dois dos personagens dos quadrinhos do Senninha. Saiu de linha em pouco tempo, após a morte do piloto no mesmo ano de lançamento do salgadinho